# Zutty Singleton
Arthur James Singleton, detto Zutty (Bunkie, 14 maggio 1898 – New York, 14 luglio 1975), è stato un batterista jazz statunitense.
Già nel 1915, soltanto diciassettenne, era un esponente di spicco delle migliori formazioni di New Orleans, all'epoca il centro principale per la musica jazz.
Si trasferì successivamente a Chicago e poi a New York, dove suonò a lungo a fianco di Louis Armstrong e di altri grandi musicisti come Jelly Roll Morton, Roy Eldridge e Sidney Bechet.
Successivamente si trasferì in California, dove diradò molto la sua attività, fino a trasferirsi definitivamente a New York, dove morì.
Le qualità di solista impareggiabile (soprattutto nei rollati) lo resero sempre protagonista anche quanto la batteria conobbe un periodo di crisi all'interno delle formazioni jazz.
Inoltre a Zutty è riconosciuto un ruolo di fondamentale traghettatore fra il primitivo jazz di New Orleans e i più raffinati stili successivi.